# Soneto 53
| «» Soneto 53 |
| --- |
| What is your substance, whereof are you made, That millions of strange shadows on you tend? Since every one hath, every one, one shade, And you but one, can every shadow lend. Describe Adonis, and the counterfeit Is poorly imitated after you; On Helen's cheek all art of beauty set, And you in Grecian tires are painted new: Speak of the spring, and foison of the year, The one doth shadow of your beauty show, The other as your bounty doth appear; And you in every blessed shape we know. In all external grace you have some part, But you like none, none you, for constant heart. |
| –William Shakespeare |

O Soneto 53 foi escrito por William Shakespeare e faz parte dos seus 154 sonetos. 

## Traduções
Na tradução de Thereza Christina Rocque da Motta,
De que substância és feita,
Que milhões de estranhas sombras te envolvem?
Como todos têm, cada um, a sua sombra,
E tu, sozinha, podes emprestar a elas.
Descreve Adônis, cuja imitação
É parcamente feita à tua imagem;
E sobre o rosto de Helena toda arte da beleza se deﬁne,
E tu, em mosaicos gregos, de novo és pintada;
Fala da primavera, e do frescor do ano;
Aquela que exibe a sombra de tua formosura,
E o outro, como teu coração se assemelha,
E tu, em toda forma abençoada e conhecida.
Tomas parte de toda graça visível,
Mas, nem tu, nem ninguém mantém ﬁel o coração.